# Аунлар
«Аунлар» (укр. «Аунлар», крымскотат. «Аунлар») — государственный заказник регионального значения геологического профиля, расположен на Южном берегу Крыма на территории городского округа Судак. Площадь — 200 га, землепользователь — Морское лесничество ГАУ РК «Судакское лесоохотничье хозяйство».

## История
Государственный природный заказник регионального значения «Аунлар» создан в соответствии с постановлением Совета Министров Республики Крым от 28 ноября 2017 года № 636 "О создании особо охраняемой природной территории регионального значения Республики Крым государственного природного заказника «Аунлар» для сохранения «типичных для юго-западного Крыма обнажений горных пород, форм рельефа и мониторинга протекающих здесь экзогенных геолого-геоморфологических процессов»..

## Описание

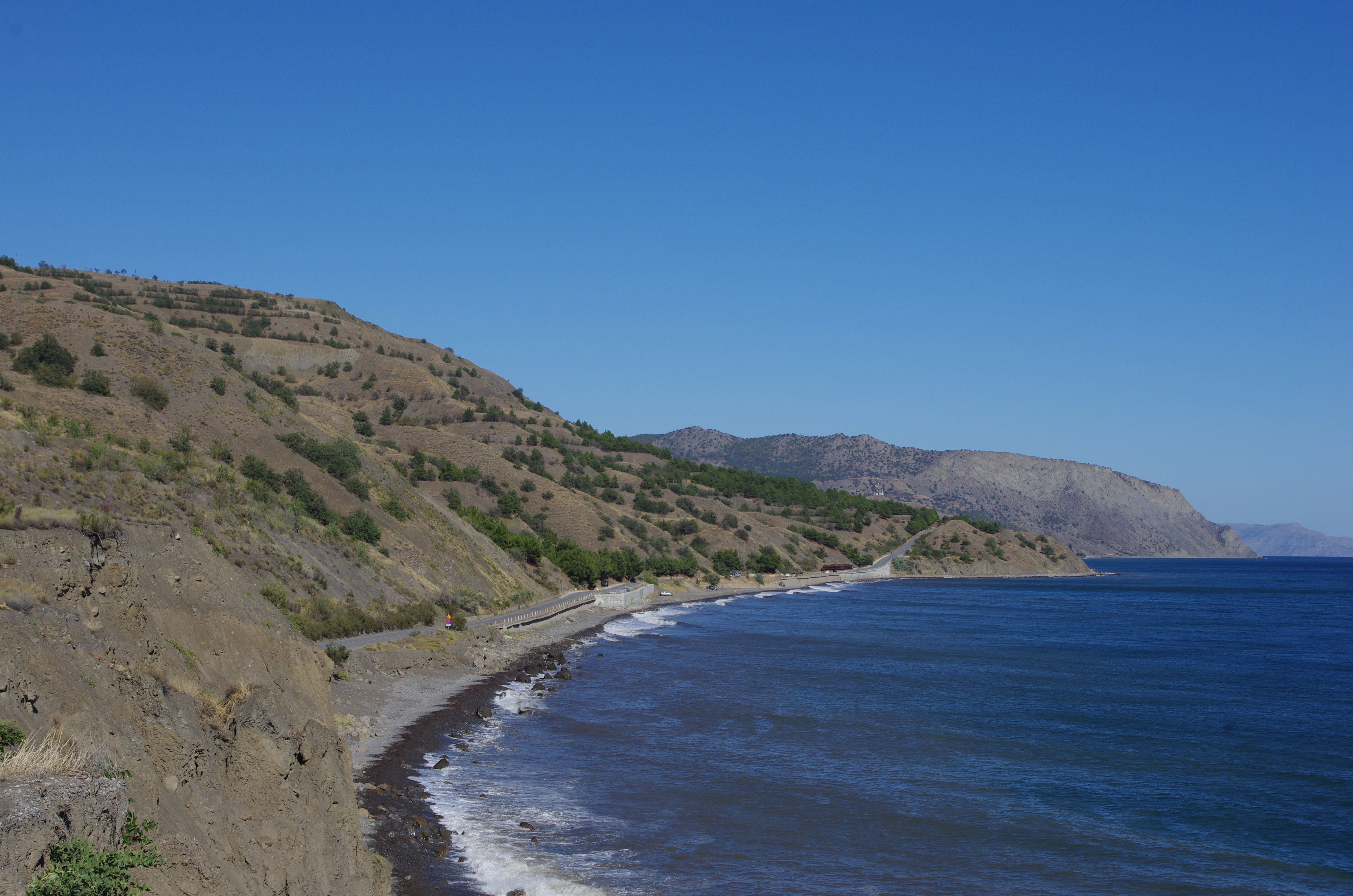
Аунлар со стороны моря

Заказник расположен в межруречье рек Шелен и Чобан-Куле на землях Морского лесничества ГАУ РК «Судакское лесоохотничье хозяйство» в частях кварталов 65, 69-71, в пределах городского округа Судак Республики Крым, в 0,5 — 4 км по прямой к западу от села Морское. Южная граница объекта спускается к региональной автодороге 35К-005 Судак — Алушта, не доходя до неё около 110—120 метров. Доходя на востоке до нижней части оврага Аунлар, граница заказника поворачивает на север и идёт вдоль левого борта до верховья между горами Ташлы-Бурун (369 м) и Хады-Бурун (361 м), где поворачивает на запад и охватывает последнюю вершину. Западная граница идёт вдоль водораздельного гребня балки Джафстолун (имеющей протяжённость 1,25 км и высоту 320 метров), впадающего в долину реки Чобан-Куле.
На севере горный массив, включающий урочище Аунлар, продолжается цепью изолированных вершин Йопья (313 м) и Даз-Тепе (373 м), направленной к водораздельной линии Крымских гор. С юга массив урочища Аунлар замыкает береговая линия моря Капсихорской бухты.
Ближайший населённый пункт — Морское, город — Судак.

## Природа и геологические особенности
В природном отношении урочище лежит в восточной части Крымского Субсредиземноморья, на южном макросклоне Главной гряды Крымских гор.
В геологическом строении побережья, включающем урочище Аунлар, участвует комплекс автохтонных пород таврического (T3-J1) и среднеюрского (J2) флиша, обнажившихся в ходе альпийских горообразовательных движений, когда южное крыло мегантиклинория Горного Крыма было погружено под уровень Чёрного моря. Доминирующими породами в эскиординском флише являются аргиллиты — тёмно-серые, слегка коричневатые или зеленоватые, иногда почти чёрные, довольно слабо метаморфизированные. Алевролиты играют подчинённую по мощности роль, образуя прослои толщиной от нескольких сантиметров до 1 метра, неравномерно распределённые среди глинистых пород.
По мнению профессора В. В. Юдина, всё водораздельное пространство Крымских гор, расположенное выше по макросклону над урочищем Аунлар и состоящее из
разрозненных массивов верхнеюрских известняков и конгломератов, представляет собой некогда единый древний олистоплак, который надвинут с юга на север со стороны
столкнувшегося с Крымом в мезозое мобильного участка суши. В процессе надвигания эта тектоническая пластина была раздроблена, а геологические структуры урочища Аунлар, находившиеся в нижней части столкнувшихся тектонических плит, испытали серьёзные коллизионные преобразования и вошли в состав сформировавшегося Южнобережного меланжа. На участке приморского склона между мысами Башенный и Ай-Фока меланж состоит из глыб (кластолитов) триас-нижнеюрского возраста, сложенных перемятыми слоями песчаников, аргиллитов и алевролитов. В матриксе и на поверхности кластолитов развиты мелкие щётки гидротермального кварца, горного хрусталя, а также алуштит, цеолиты и другие минералы c температурой образования 200—240°С.
Самые молодые отложения четвертичной системы в пределах урочища Аунлар развиты неравномерно, и тяготеют к долинам рек Шелен и Чобан-Куле, оврагу Аунлар, нижним частям склона южной экспозиции, береговой полосе и представлены различными генетическими типами континентальных и морских осадков от нижнечетвертичного до современного возраста. Континентальные отложения представлены аллювием, пролювием, делювием, коллювием, элювием, деляпсием и аллювиально-пролювиальными, делювиально-пролювиальными и делювиально-коллювиальными генетическими типами, морские — пляжевыми накоплениями, мощностью от 1 до 40 метров.
В заказнике выявлено 12 видов растений и 18 видов животных, занесённых в Красную книгу Украины и Красный список Международного Союза охраны природы.

## Галерея

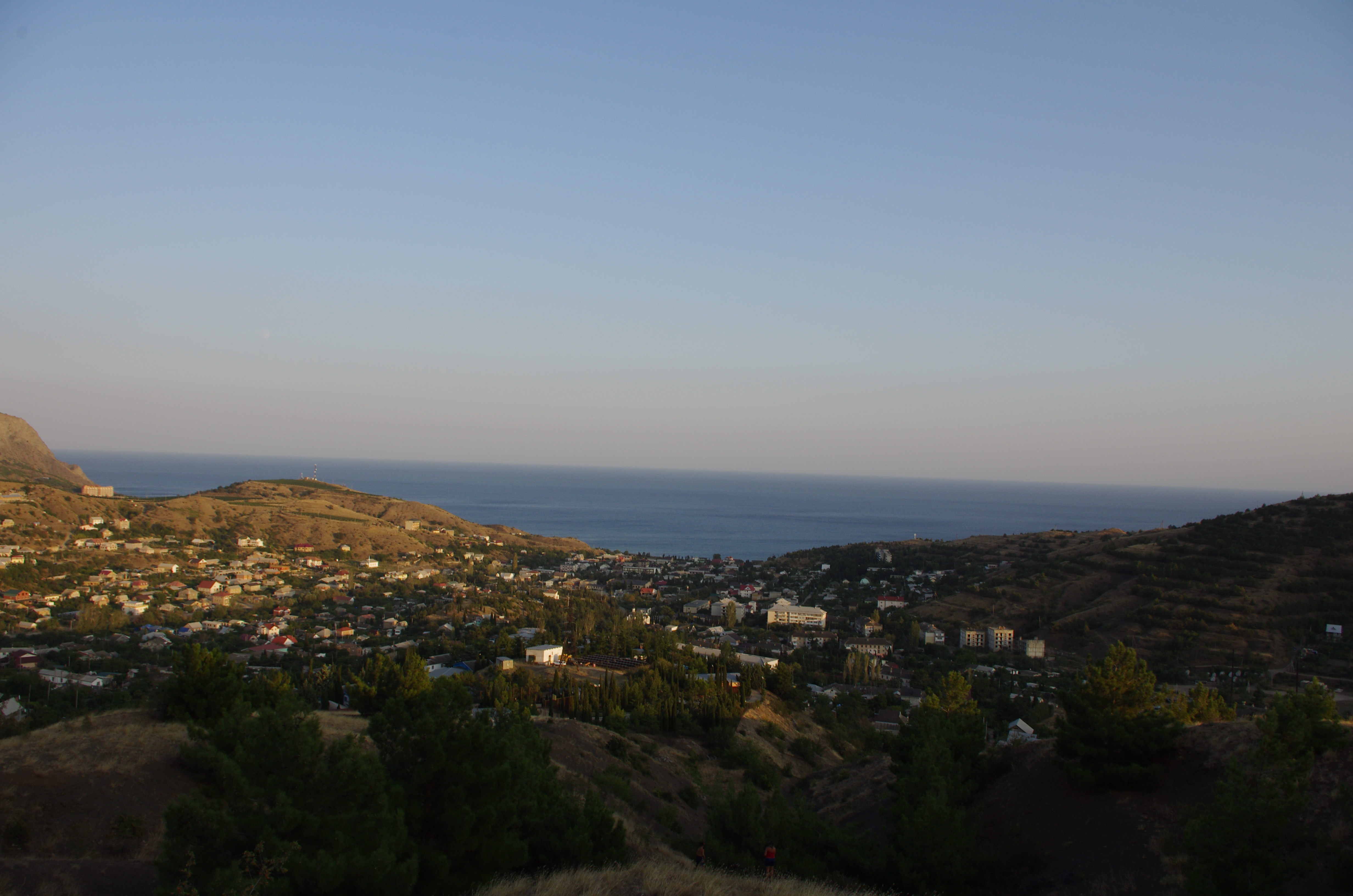
Вид с Каматры на посёлок Морское, гору Ай-Фока и заказник Аунлар
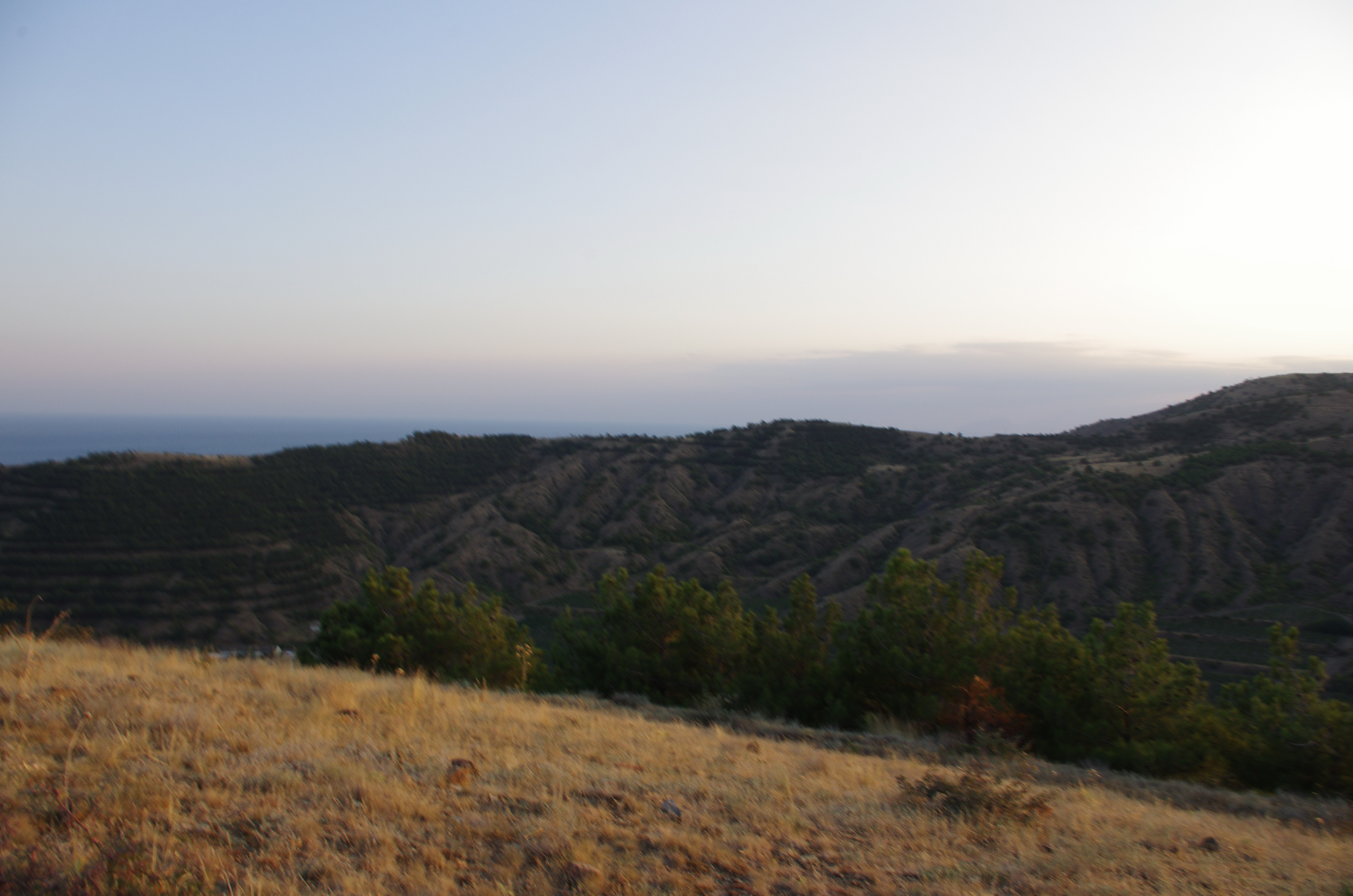
заказник Аунлар (гора Хады-Бурун)
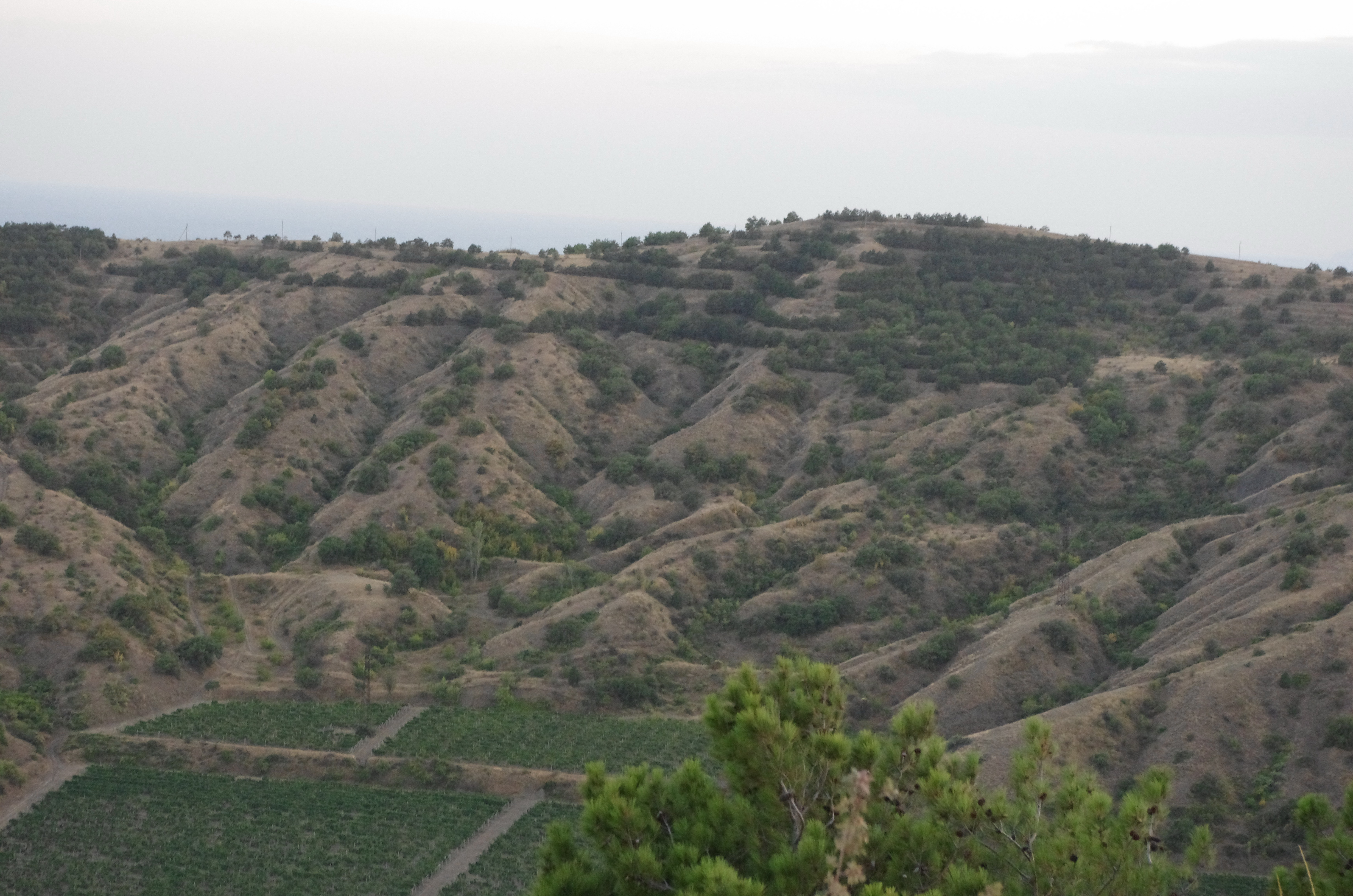
заказник Аунлар (гора Ташлы-Бурун и виноградники ГП Морское)
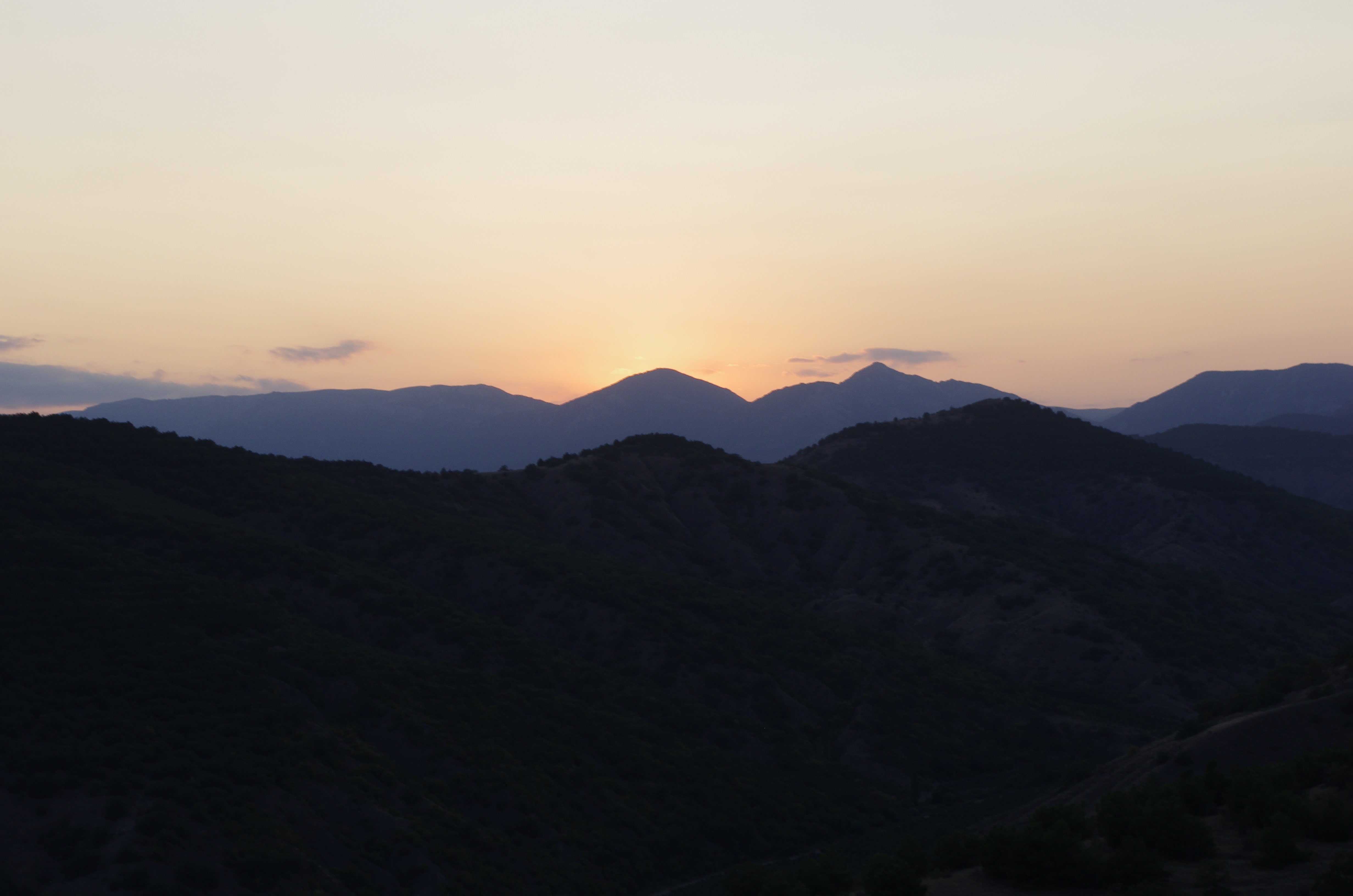
Заказник Аунлар (западная сторона)